# Heinz Weiss
Heinz Weiss (6 agosto 1959) è un ex calciatore austriaco, di ruolo centrocampista.

## Carriera

### Club
Tra il 1976 ed il 1982 ha totalizzato 53 presenze e 2 reti nella prima divisione austriaca con il Rapid Vienna, club con il quale nel medesimo intervallo di tempo ha anche giocato 4 partite in Coppa UEFA.

### Nazionale
Ha partecipato ai Mondiali Under-20 del 1977, nei quali ha segnato un gol in 3 presenze.

## Palmarès

### Club

#### Competizioni nazionali
- Campionato austriaco: 1

Rapid Vienna: 1981-1982